# José Paulo de Oliveira Pinto
José Paulo de Oliveira Pinto, meglio noto come Zé Paulo (Rio de Janeiro, 26 marzo 1994), è un calciatore brasiliano, centrocampista del Bình Định.

## Carriera
Ha giocato nella massima serie dei campionati brasiliano, portoghese e vietnamita.